# Viktor Emil von Gebsattel
Viktor Emil von Gebsattel (4. února 1883 Mnichov – 22. března 1976 Bamberg) byl německý lékař, psycholog, personalistický filosof a spisovatel, průkopník antropologické medicíny a psychoterapie.

## Život a dílo
Gebsattel pocházel ze šlechtické rodiny, po maturitě v Bambergu začal studovat práva v Berlíně, ale brzy přešel do Mnichova, kde studoval filosofii, psychologii a dějiny umění a roku 1906 promoval u T. Lippse. V následujících letech působil jako spisovatel a překladatel. Hodně cestoval, zejména do Francie, kde se spřátelil s řadou umělců (Henri Matisse, Auguste Rodin) a zejména s básníkem R. M. Rilkem. Roku 1911 se zúčastnil mezinárodního psychologického kongresu ve Weimaru, kde se setkal se S. Freudem, C. G. Jungem a s Lou Andreas-Salomé, která ho – jako předtím Nietzscheho a řadu jiných - okouzlila.
Od roku 1913 studoval v Mnichově medicínu a do roku 1920 působil jako asistent na tamní psychiatrické klinice. Promoval u E. Kraepelina prací o „Netypických formách tuberkulózy“ a působil jako psychiatr v Mnichově a později v Berlíně. Jako katolík odmítal nacismus a měl blízko k okruhu jeho odpůrců v Křížové (Kreisau). Po válce působil na univerzitě ve Freiburgu a od roku 1950 ve Würzburgu, kde založil Ústav pro psychoterapii a lékařskou psychologii, první v německy mluvících zemích. Úzce spolupracoval s V. E. Franklem, napsal množství odborných článků a několik knih a psal také poezii.

## Spisy
- Křesťanství a humanismus (Christentum und Humanismus. Wege des menschlichen Selbstverständnisses), Stuttgart 1947
- Prolegomena k medicínské antropologii. (Prolegomena einer medizinischen Anthropologie. Ausgewählte Aufsätze), Berlin 1954
- Obraz člověka v psychiatrii (Das Menschenbild der Seelenheilkunde), 1957
- Myšlenky k antropologické psychoterapii (Gedanken zu einer anthropologischen Psychotherapie), in: Frankl, V. E. - Gebsattel V. E. v. - Schultz, J. H. (vyd.): Handbuch der Neurosenlehre und Psychotherapie. Bd. 3, München/Berlin 1959
- Imago Hominis. Příspěvky k personální antropologii (Beiträge zu einer personalen Anthropologie), Salzburg 1968

## Recepce v českém prostředí
V. E. v. Gebsattel je jedním z myslitelů, jejichž dílo k nám uvedl Jiří Němec: ten uspořádal a r. 1971 vydal sborník Bolest a naděje, který obsahuje tři Gebsattelovy studie (sborník byl reeditován v letech 1992 a 2016). Jedna z těchto Gebsattelových studií kromě toho vyšla i ve sborníku Osoba a existence vydaném r. 2009 Josefem Vojvodíkem a Josefem Hrdličkou.